# Circuiti di W Series
Segue la lista dei paesi e dei circuiti di W Series, con la segnalazione in grassetto per i GP della W Series 2021:
| Paese       | Circuito                      | Edizioni | Gare | Totali |
| ----------- | ----------------------------- | -------- | ---- | ------ |
| Germania    | Hockenheimring                | 2019     | 1    | 2      |
| Germania    | Norisring                     | 2019     | 1    | 2      |
| Italia      | Misano World Circuit          | 2019     | 1    | 1      |
| Belgio      | Circuito di Zolder            | 2019     | 1    | 2      |
| Belgio      | Circuito di Spa-Francorchamps | 2021     | 1    | 2      |
| Paesi Bassi | TT Circuit Assen              | 2019     | 1    | 2      |
| Paesi Bassi | Circuito di Zandvoort         | 2021     | 1    | 2      |
| Regno Unito | Brands Hatch                  | 2019     | 1    | 2      |
| Regno Unito | Circuito di Silverstone       | 2021     | 1    | 2      |
| Austria     | Red Bull Ring                 | 2021     | 1    | 1      |
| Ungheria    | Hungaroring                   | 2021     | 1    | 1      |
| Stati Uniti | Circuito delle Americhe       | 2021     | 1    | 2      |